# Hreinn Friðfinnsson
Hreinn Friðfinnsson, född 19 februari 1943 i Bær, Dalasýsla i Vesturland, död 6 mars 2024 i Amsterdam, var en isländsk bild- och konceptkonstnär.
Hreinn Friðfinnsson växte upp på den isländska landsbygden Han utbildade sig på Myndlista- og handídaskóli Íslands (Islands konsthantverksskola) i Reykjavik 1958–60. Han grundade tillsammans med tre andra konstnärer 1965 avantgardegruppen SÚM i samband med utställningen SÚM i Reykjavik. Han bodde sedan 1971 i Amsterdam i Nederländerna.
Han fick Ars Fennicapriset samt Carnegie Art Awards andrapris 2000. Han deltog i Skulptur Projekte Münster 2017. Friðfinnsson är representerad vid bland annat Moderna museet och Nordiska Akvarellmuseet.

## Offentliga verk i urval
- Alveborg, aluminiumprofiler, 1993, i Hattfjelldal i Norge, del av Skulpturlandskap Nordland och av Krutfjellsvägens skulpturstråk[11]